# Цемнево (Плонський повіт)
Цемнево (пол. Ciemniewo) — село в Польщі, у гміні Сохоцин Плонського повіту Мазовецького воєводства.
Населення — 112 осіб (2011).
У 1975—1998 роках село належало до Цехановського воєводства.

## Демографія
Демографічна структура станом на 31 березня 2011 року:
|          | Загалом | Допрацездатний вік | Працездатний вік | Постпрацездатний вік |
| -------- | ------- | ------------------ | ---------------- | -------------------- |
| Чоловіки | 58      | 13                 | 37               | 8                    |
| Жінки    | 54      | 14                 | 29               | 11                   |
| Разом    | 112     | 27                 | 66               | 19                   |